# 35062 Sakuranosyou
35062 Sakuranosyou este un asteroid din centura principală, descoperit pe 12 martie 1988, de Masaru Inoue și Osamu Muramatsu.